# بريجويس
بريجويس بلدية في ولاية باهيا في المنطقة الشمالية الشرقية من البرازيل.